# Château des Allymes
Pour les articles homonymes, voir Château de la Bâtie.
Le château des Allymes est une ancienne bâtie devenue château fort au XIVe siècle, restauré au XVIe siècle puis au XIXe siècle. Il est au centre de la seigneurie des Allymes, qui se dresse au hameau de Brey-de-Vent à quelques kilomètres du hameau des Allymes sur le territoire de la commune d'Ambérieu-en-Bugey, dans le département de l'Ain, en région Auvergne-Rhône-Alpes. 
Le château, ouvert à la visite toute l'année, présente des expositions temporaires et permanentes, et se trouve totalement protégé au titre des monuments historiques, à l'exception de la grange accolée à la courtine sud. 

## Localisation

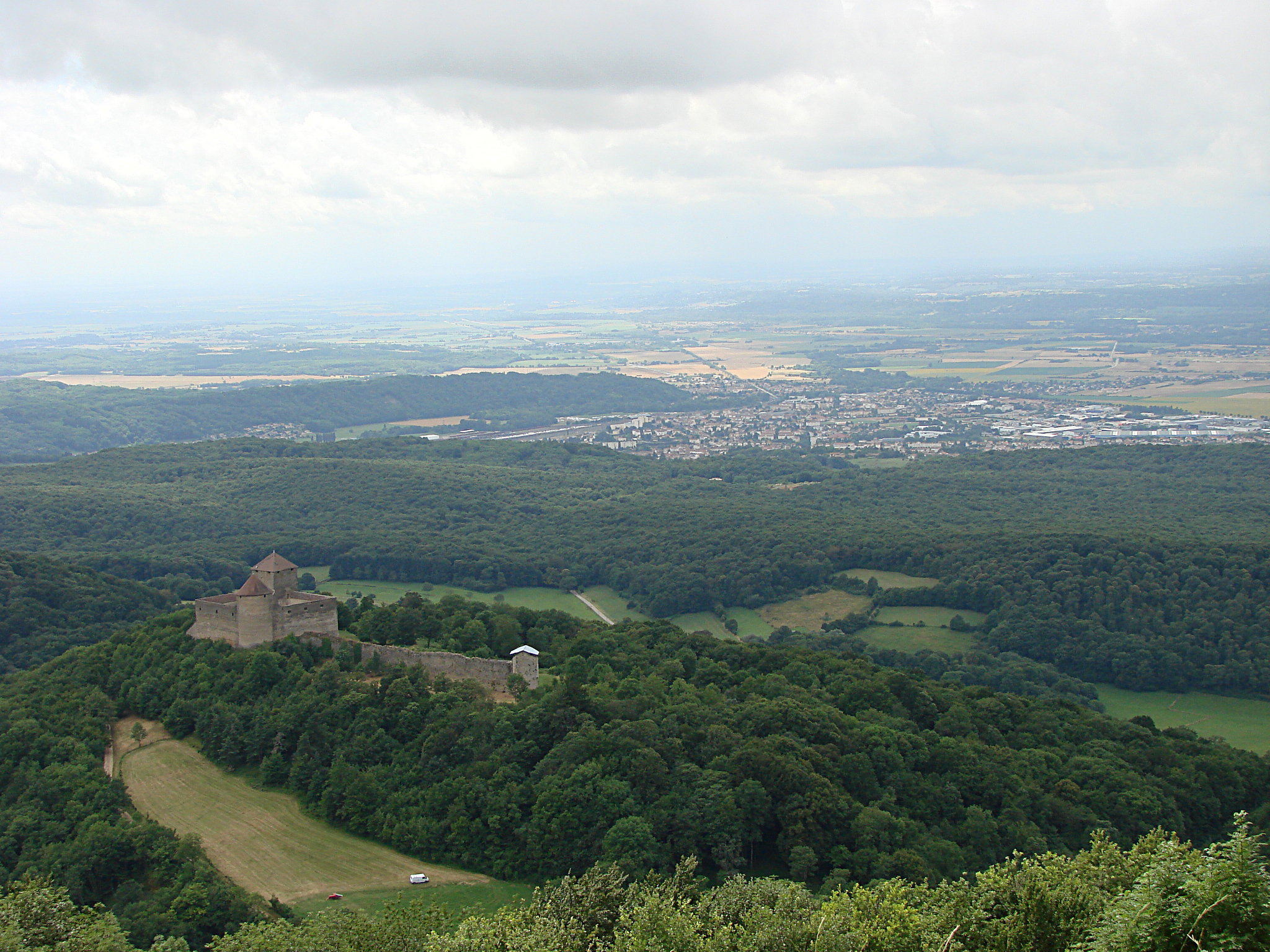
Le château des Allymes, dominant Ambérieu-en-Bugey, vu depuis le mont Luisandre. En face, au centre de la vue, la tour du château de Saint-Denis-en-Bugey.

Le château des Allymes est situé dans la commune d'Ambérieu-en-Bugey, (département de l'Ain). Il se trouve dans la région naturelle du Bas-Bugey et dans le massif du Jura. Bâti sur une montagne à 650 m d'altitude, à cinq kilomètres à l'est-nord-est du bourg, en dessous du mont Luisandre, il domine la commune d'Ambérieu-en-Bugey. On accède au château par le hameau de Brey-de-Vent.
Sa situation géographique offre un point de vue exceptionnel et sans égal sur la Bresse savoyarde et sur la Dombes.
Position stratégique et militaire à l'époque, aux portes de la Savoie, alors État indépendant, le château domine la plaine de l'Ain à quelque 800 m au sud-ouest du mont Luisandre et du château de Luisandre qui culmine à 805 m.

## Histoire

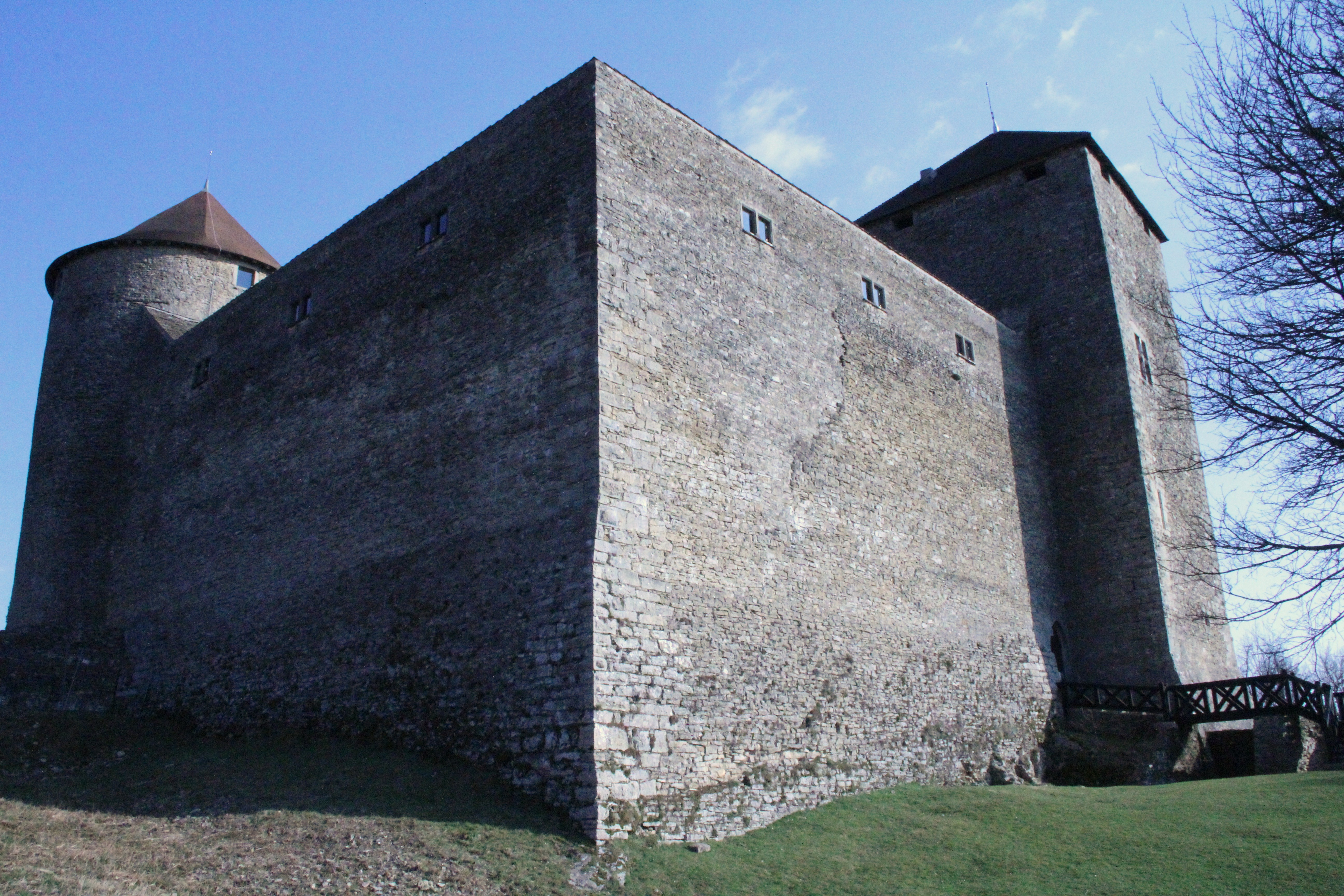
Les courtines du château.

Le château est construit vers 1310[source insuffisante] par Jean II, dauphin de Viennois, en réponse à la construction de la bâtie de Luisandre par le comte de Savoie, dans le contexte de la guerre delphino-savoyarde. Il est au début principalement constitué de terre et de bois. Quelques années plus tard, une trêve conclue entre les parties interdit l'édification de nouvelles constructions. Peu respectée, chacun s'empresse de construire des châteaux en pierre. Les maîtres d'œuvre des Allymes sont deux maîtres-maçons, Peronnet et Guillemet d'Hières[réf. souhaitée].
Le 23 novembre 1335, en application du traité de Chapareillan signé l'année précédente entre le dauphin de Viennois et le comte de Savoie, le château des Allymes est remis à ce dernier par le dernier châtelain dauphinois des Allymes, Guy de Lutrin. La frontière, repoussée jusque sur les bords de l'Albarine, relègue à l'intérieur des terres le château qui perd alors son intérêt stratégique[Interprétation personnelle ?].

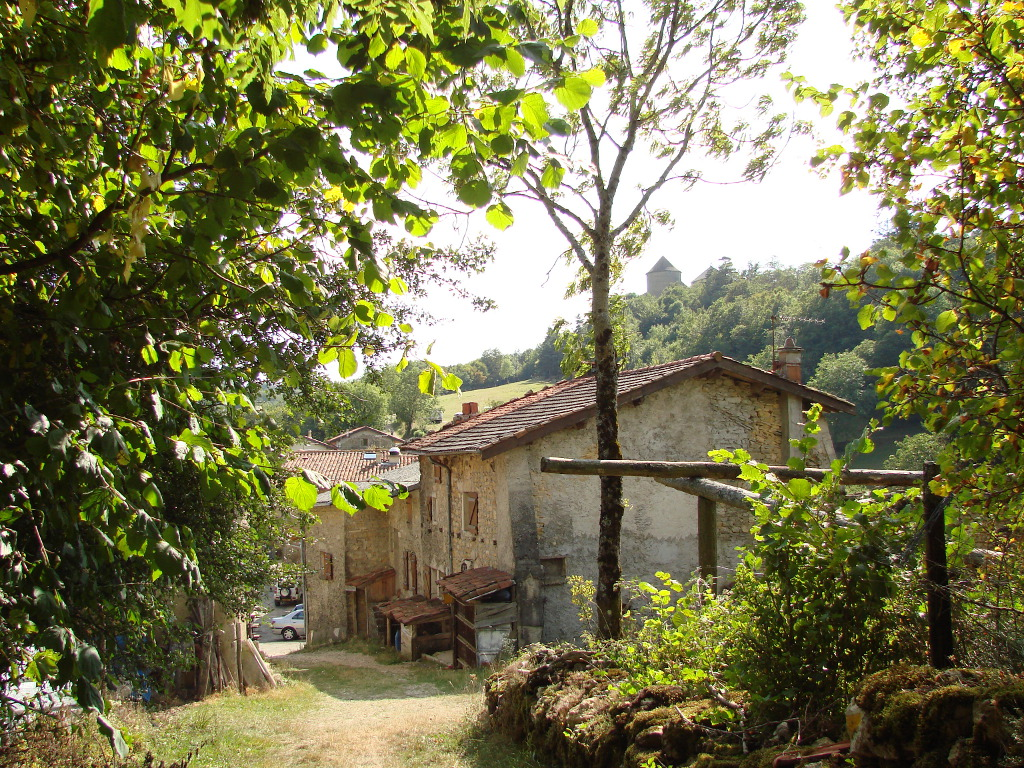
Une vue du château depuis le hameau de Brey-de-vent.

Le 18 juillet 1354, par lettres patentes données en la chapelle du château du Bourget, le comte de Savoie, Amédée VI, moyennant le paiement de 2 000 florins d'or de Florence, inféode par démembrement de la seigneurie de Saint-Germain, le château, le village, le territoire et le mandement des Allymes avec toute justice à son trésorier, Nicod François[réf. non conforme].
La seigneurie des Allymes passe en 1477 dans la famille de Lucinge à la suite du mariage de Claudine, fille unique de Amé François, chevalier, seigneur des Allymes, avec Humbert, seigneur de Lucinge, ayant eu lieu le 8 mai de la même année. Le 17 novembre 1471, Humbert en fait, à Turin, hommage auprès de Yolande de France, duchesse de Savoie, mère et tutrice du jeune duc Philibert. Cet hommage sera renouvelé le 28 novembre 1452.
Le château est partiellement démoli en 1557, à la suite d'un arrêt du parlement de Chambéry pris contre Charles de Lucinge, seigneur des Allymes, pour avoir été l'un des principaux chefs du complot mené avec Nicolas, baron de Poluilliers, pour surprendre Lyon, pensant s'emparer ainsi facilement de la Bresse et du Bugey[réf. souhaitée].

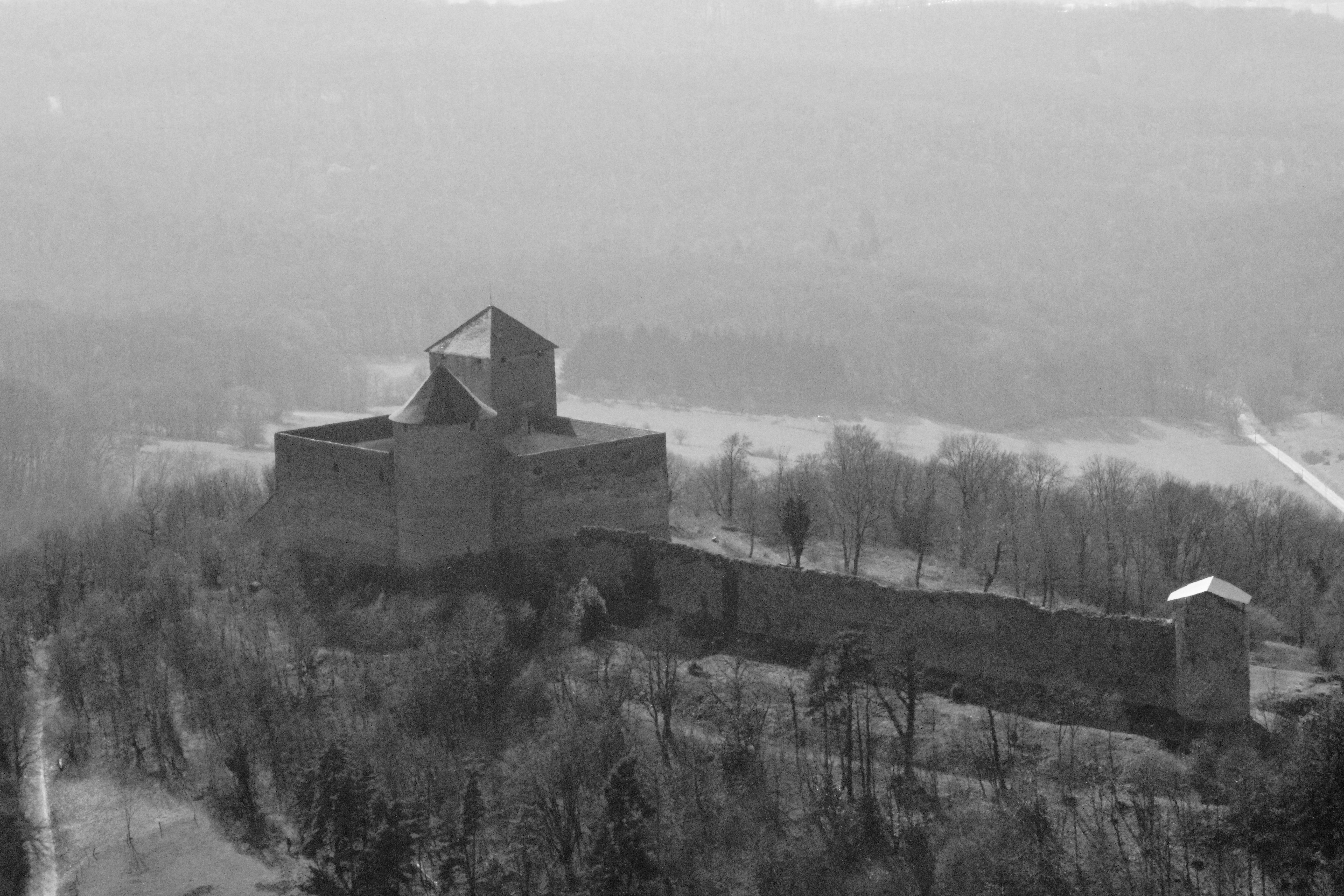

En vertu du traité du Cateau-Cambrésis signé en 1559, le duc de Savoie, Emmanuel-Philibert, ayant recouvré son duché (dont les pays de Bresse et Bugey font partie), le seigneur des Allymes se voit rétabli en tous ses biens et le château sera remis en état et adjoint d'un logis Renaissance aux alentours de 1565.
En 1601, René de Lucinge, seigneur des Allymes et de Montrosat, conseiller d'état et maître d'hôtel du duc de Savoie, ambassadeur de Savoie auprès du roi de France, négocie pour le compte de Charles-Emmanuel Ier le traité de Lyon qui met fin à la guerre franco-savoyarde par un échange de territoires : Henri IV abandonne le marquisat de Saluces à la Savoie, tandis que le Bugey, la Bresse, le Valromey et le Pays de Gex passent à la France. Le duc de Savoie, mécontent des négociations, menace René de Lucinge de décapitation ; il se réfugie alors dans son château des Allymes, désormais situé en territoire français, et prête serment au roi Henri IV[réf. souhaitée].
René de Lucinge, fin lettré et historien, a laissé de nombreux écrits. Une exposition permanente retrace sa vie et son œuvre dans l’enceinte du château. S'étant fort endetté, ses créanciers mettront en vente la seigneurie des Allymes que son neveu, René de Lucinge de Geres, seigneur de la Motte, rachètera[réf. souhaitée].
La seigneurie est au milieu du XVIIe siècle la jouissance de Claude de Rochefort d'Ailly, seigneur de Saint Point, baron de Senaret et de Montferrand, pour les deniers dotaux de son épouse Anne de Lucinge. Elle passe ensuite successivement aux familles Suduyrand, Estienne, et Dujat, derniers propriétaires avant la Révolution. Mal entretenu, il échappe aux destructions révolutionnaires.
Un descendant de la famille Dujat des Allymes, Adolphe de Tricaud, d'Ambérieu, le rachète et entreprend de restaurer le château à partir de 1847 : les courtines sont relevées, dotées à nouveau d'un chemin de ronde et la tour ronde est recouverte[réf. souhaitée].
En 1959, la famille de Tricaud vend le château à monsieur Peyre avant qu'il ne soit classé monument historique en 1960. En 1964 une première tranche de travaux restaure le donjon, et le logis gothique. La restauration se poursuit dans les années suivantes : la toiture et la charpente de la tour ronde en 1977, puis les quatre courtines en 1984 et finalement la barbacane de l'entrée principale en 1991. Le château des Allymes a été l’objet de plusieurs programmes de fouilles et de restauration menées par le groupe d'archéologie médiéval d'Ambérieu[réf. souhaitée].
Propriété de la ville d’Ambérieu-en-Bugey depuis 1984, la mise en tourisme est confiée à l'association « Les Amis du Château des Allymes et de René de Lucinge », association fondée en 1960 par Suzanne Tenand-Ulmann et le Prince Jean-Louis de Faucigny-Lucinge[réf. souhaitée].

## Description

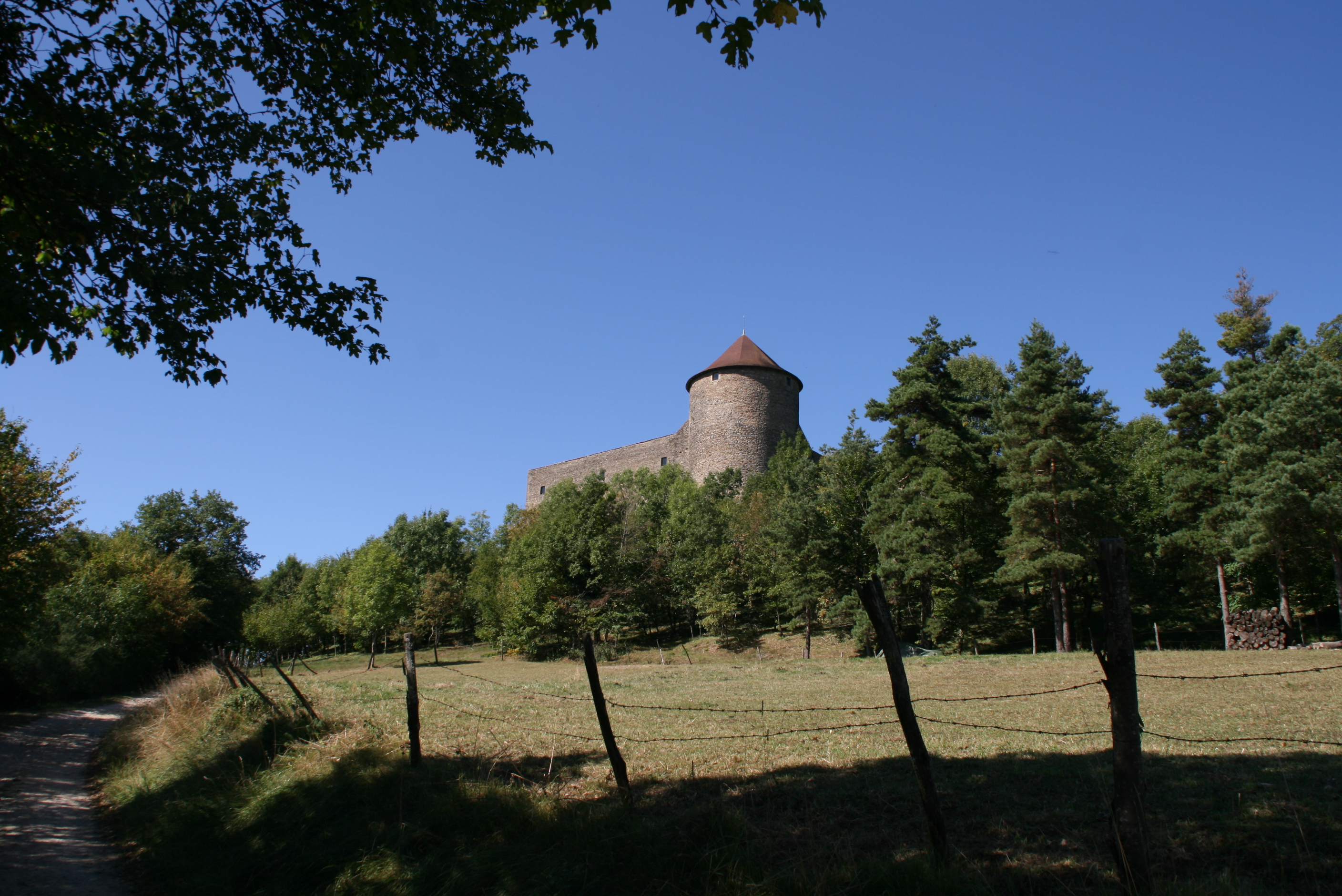
Une vue de la tour.

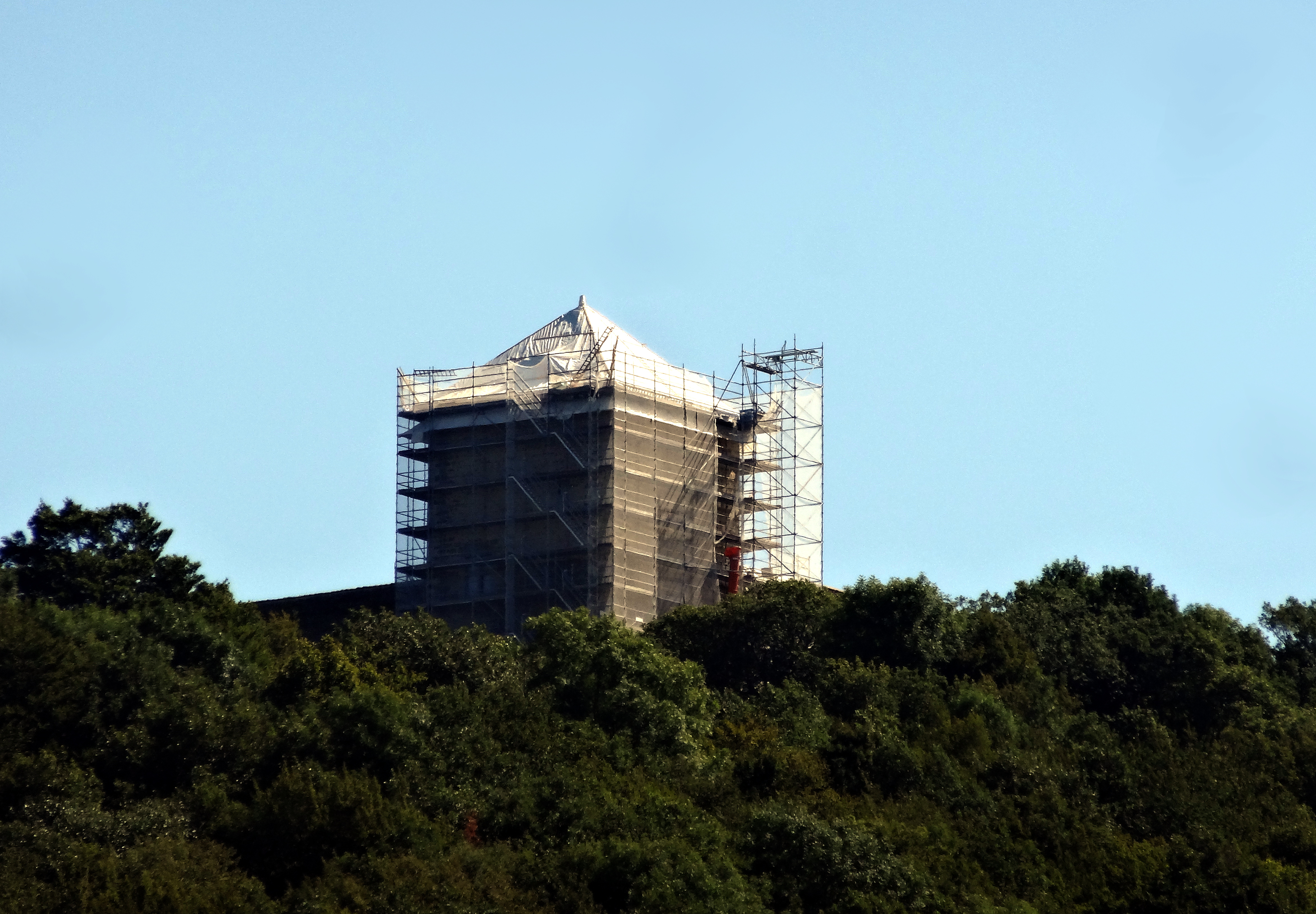
Le donjon échafaudé pendant des travaux de réfection.

Le château des Allymes avec ses deux tours reliées par des courtines représente le type du château médiéval en pierre, ancienne place forte massive, bien plantée à flanc de coteau et dominant la plaine de l'Ain. Le site du château des Allymes a fait l'objet de plusieurs campagnes de fouilles (années 1960, puis 1970),,,.
L'extérieur se compose d'un grand mur de fortifications de 90 m de long terminé par une tour de guet protégeant jadis un bourg adossé à ses murailles.
L'enceinte du château de plan quadrangulaire est flanqué d'un gros donjon carré de style roman et en diagonale d'une grosse tour cylindrique fortement talutée à sa base, reliés par quatre courtines,. Cette partie date du XIVe siècle (1351)[réf. nécessaire].
À l'intérieur, l'habitat de type gothique est adossé au donjon avec des salles aux  charpentes bien conservées. 
Le château est doté d'une barbacane pour défendre l’entrée.

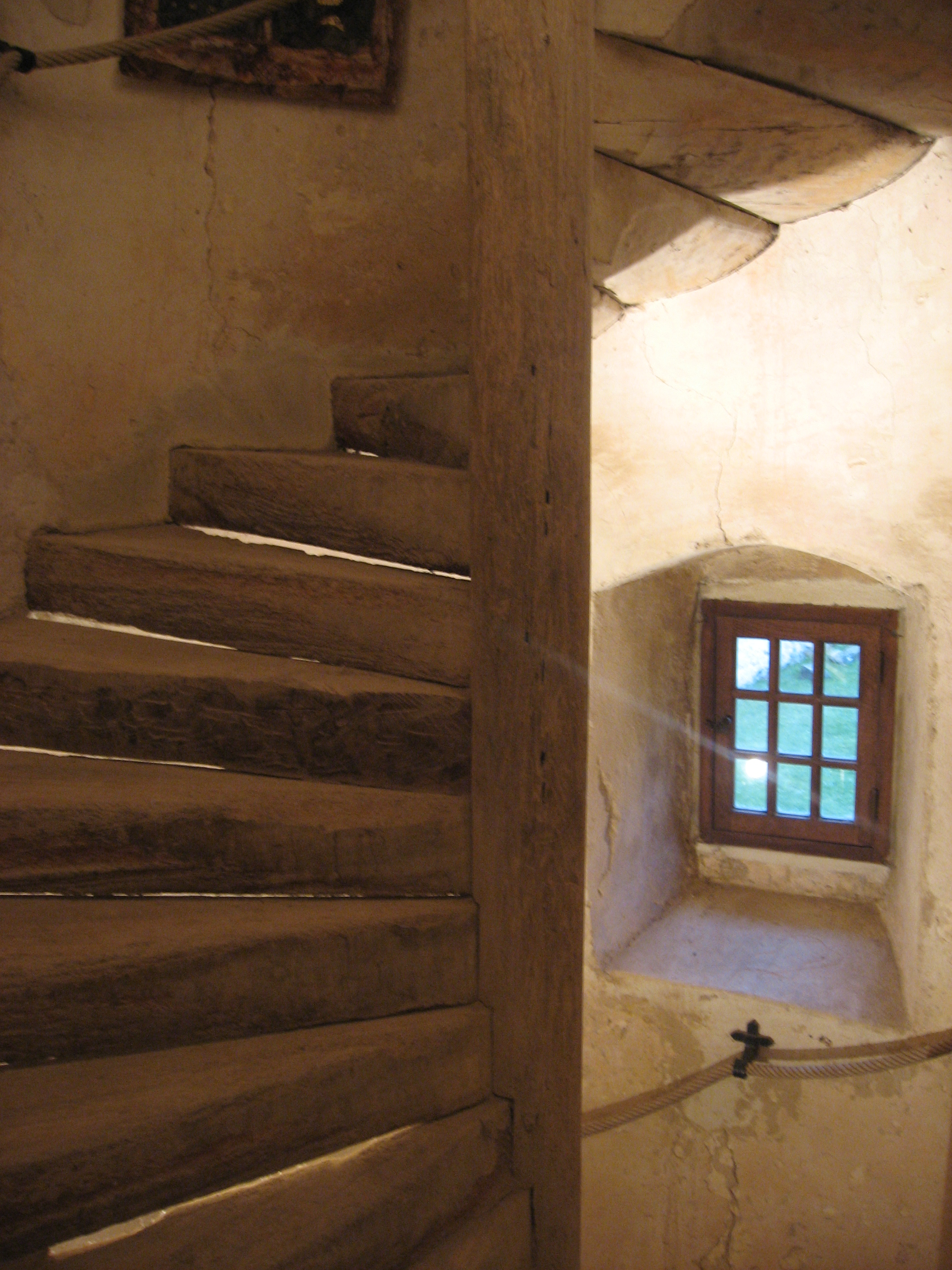
Escaliers en bois à vis du château des Allymes datant du XVIe siècle.

Le logis accolé au donjon, du XVIe siècle, de style gothique comporte un escalier à vis en noyer et en chêne, qui dessert les étages.
Pour Alain Kersuzan la couverture des chemins de ronde ainsi que les parapets sont des reconstitutions fantaisistes du XIXe siècle.

## Iconographie
Le château des Allymes est représenté sur une des cinq fresques conservées au château de la Tour-des-Échelles. L'une d'elles, restaurées, montre notamment la tour des Échelles à l'intérieur d'une perspective alignant la tour de Saint-Denis et les châteaux de Saint-Germain et des Allymes.

## Protection aux monuments historiques
Au titre des monuments historiques :
- le château est classé par arrêté du 20 juillet 1960 ;
- les ruines de l'ancienne enceinte extérieure, lieu-dit Brey de vent, sont inscrites par arrêté du 21 août 1967 ;
- les vestiges de la basse-cour, de la barbacane, de la tour extérieure nord et de la courtine sont classés par arrêté du 2 décembre 1993.